# Mauro Nespoli
Mauro Nespoli (ur. 22 listopada 1987 r. w Vogherze) – włoski łucznik specjalizujący się w łuku klasycznym, złoty i srebrny medalista igrzysk olimpijskich, mistrz świata, trzykrotny złoty medalista igrzysk europejskich.

## Igrzyska olimpijskie
Na igrzyskach olimpijskich w 2008 roku w Pekinie w zawodach drużynowych razem z Ilario Di Buò i Marco Galiazzo zdobył srebrny medal, przegrywając w finale z reprezentantami Korei Południowej 225–227. W rywalizacji indywidualnej odpadł w pierwszej rundzie po porażce z Brytyjczykiem Alanem Willsem.
Cztery lata później w Londynie wraz z Michele Frangilli i Marco Galiazzo zdobył złoty medal w turnieju drużyn. W finale wygrali z Amerykanami 219–218. Indywidualnie ponownie poniósł klęskę w pierwszej rundzie, przegrywając z Chen Yu-cheng reprezentującego Chińskie Tajpej.
W 2016 roku w Rio de Janeiro w zawodach indywidualnych dotarł do ćwierćfinału, w którym przegrał 5–6 z Francuzem Jeanem-Charlesem Valladontem. W rywalizacji drużynowej razem z Marco Galiazzo i Davidem Pasqualuccim odpadli w ćwierćfinale po porażce z Chińczykami.